# Colom de les neus
El colom de les neus (Columba leuconota) és una espècie d'ocell de la família dels colúmbids (Columbidae) que habita penya-segats i vessants rocoses de les muntanyes d'Àsia meridional, al Turquestan, nord-est de l'Afganistan, sud del Tibet, nord de l'Índia, centre de la Xina i el nord de Myanmar.

## Descripció
El colom de les neus té el cap negrós que contrasta amb un coll blanc i les parts inferiors blanques que es tornen cendroses a l'abdomen. L'esquena és de color gris marró amb una taca blanca a la part inferior de l'esquena. Les ales són de color gris pàl·lid amb tres bandes marrons. La cua és negre i té una banda blanca clara al mig que s'estreny i es corba cap endavant fins a arribar a la part externa de la cua. Els ocells joves tenen les franges més estretes i pàl·lides, de color beix, en les plomes de les parts superiors i les ales. El blanc de les parts inferiors té taques de beix.

## Distribució i estatus

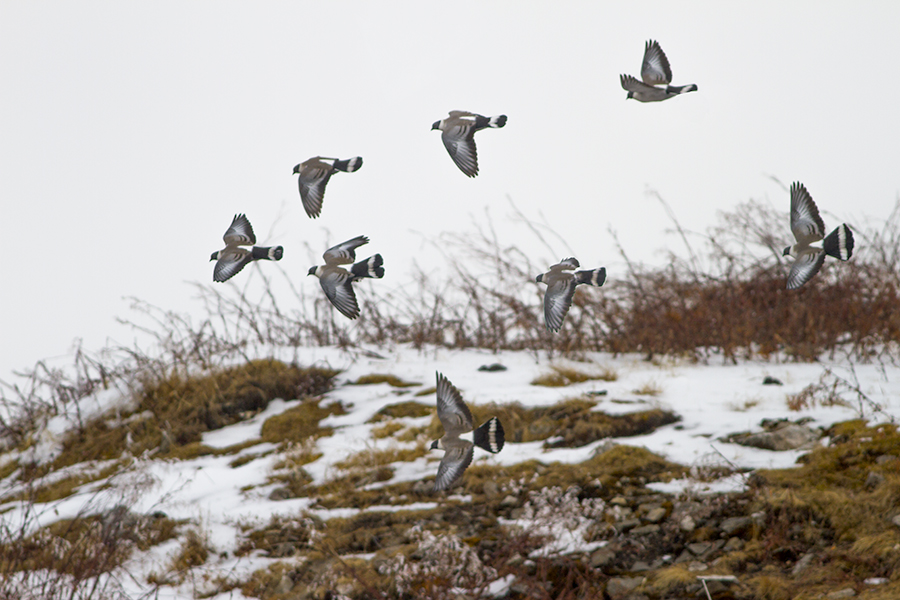
Un estol de coloms de les neus volant per sobre dels 3.600 metres al santuari de vida silvestre de Pangolakha, a Sikkim, Índia.

Són ocells residents als turons rocosos de l'Afganistan, Bhutan, Xina, Índia, Kazakhstan, Myanmar, Nepal, Pakistan, Tadjikistan i Turkmenistan. És un ocell comú i té una àrea de distribució extremadament àmplia. Es creu que la població és estable i, per aquestes raons, la Unió Internacional per a la Conservació de la Natura ha avaluat l'estat de conservació com a de risc mínim.

## Comportament i ecologia
Freqüenta vessants rocosos i valls segregades i han estat vistos fins a la línia de neu. Sovint s'alimenten als camps durant el dia, però descansen en el penya-segats. Generalment són tímids i cautelosos. A l'hivern s'agrupen de 150 o més individus, sovint en companyia de coloms rupestre (Columba rupestris) i en algunes zones també amb coloms roquers.
A l'estiu, es desplacen a altures més baixes i es troben en parelles o petits estols. Es reprodueixen en colònies. Construeixen els nius en esquerdes o coves a la cara de penya-segats o cornises de roca. Els nius són estructures entrellaçades desordenades fetes de pals, herba, palla, plomes, etc. i generalment els reutilitzen cada any amb petites reparacions. Generalment, ponen dos ous.
S'alimenten de baies, gra, brots, bulbs, llavors i poncelles.

## Taxonomia i sistemàtica
Es reconeixen dues subespècies:
- C. l. gradaria (Hartert, 1916) - est del Tibet i des de l'est de Nan Shan (Qinghai) fins a Yunnan i l'extrem nord de Myanmar.
- C. l. leuconota (Vigors, 1831) - Himàlaia occidental des de l'oest de l'Afganistan fins a Sikkim. A l'estiu, a les muntanyes Alay i al Pamir.